# Sitarstwo
Sitarstwo – rzemiosło polegające na tworzeniu sit, prostych urządzeń służących do oddzielania od siebie metodą przesiewania obiektów mniejszych, mogących przejść przez oka sita, od większych, pozostających na powierzchni sita. Zależnie od przeznaczenia sita różniły się wielkością (powierzchnią roboczą) oraz wielkością oczek. Siatkę wykonywano z końskiego włosia zaś obręcze na których ją rozpinano, zazwyczaj z sosny. Sita produkowano zimą. W okresie cieplejszym sitarz brał swoją produkcję na plecy (miał specjalne drewniane nosiłki) i „szedł w świat” szukać nabywców.

## Historia
W dawnej Polsce główny ośrodek sitarstwa był w mieście  Biłgoraj. 20 czerwca 1720 roku w Kurowie został wystawiony przywilej dla cechu sitarskiego przez Konstancję Szczukową. Rzemieślnika zajmującego się sitarstwem nazywano sitarzem, lokalnie siciarz, sitnik. Przetaczarz to rzemieślnik zajmujący się produkcją przetaków, rodzaju sita z większymi okami, wykonanymi z cienkiego drutu.

## Zastosowanie sit
Sit używano w gospodarstwach domowych, ale też w chemii, fizyce i przemyśle. W gospodarstwie domowym sita pozwalały przesiać mąkę i pozbyć się z niej zanieczyszczeń oraz „robaków” np. larw mącznika młynarka. Przetaki pozwalały oczyszczać ziarno z zanieczyszczeń. W młynach sita i przetaki umożliwiały segregację mlewa na asortymenty.

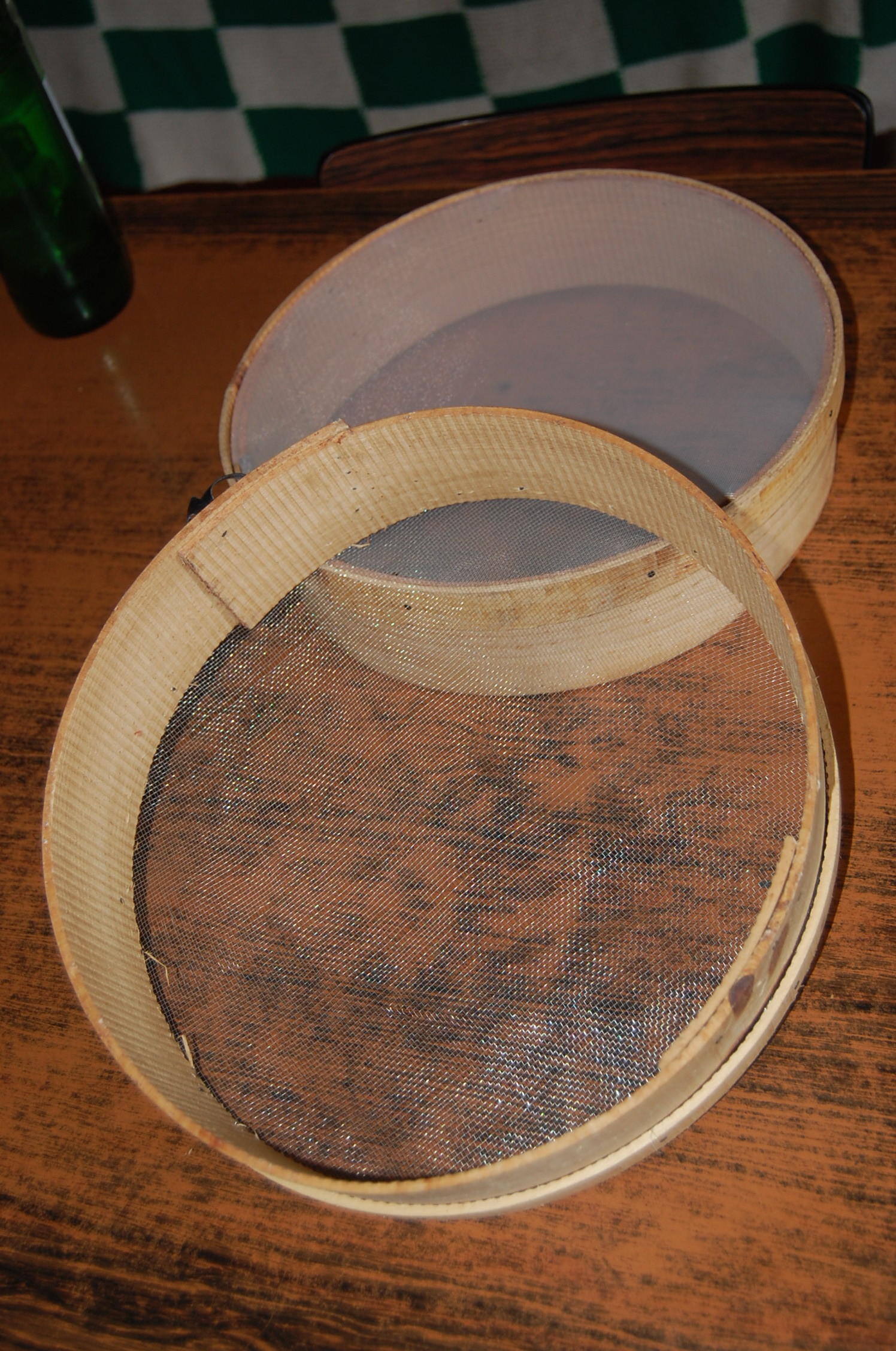
Sita.
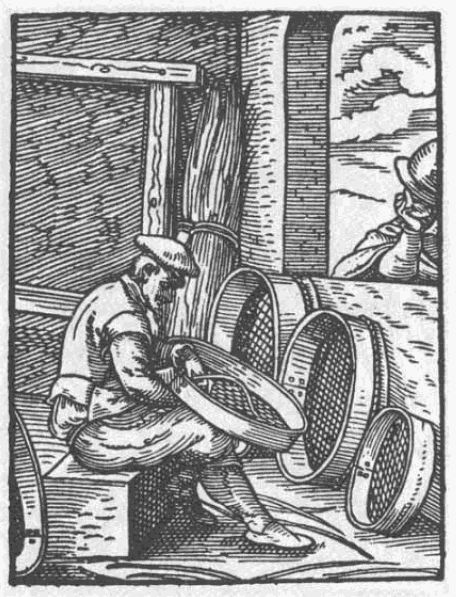
Sitarz przy pracy – grafika z 1568 r.
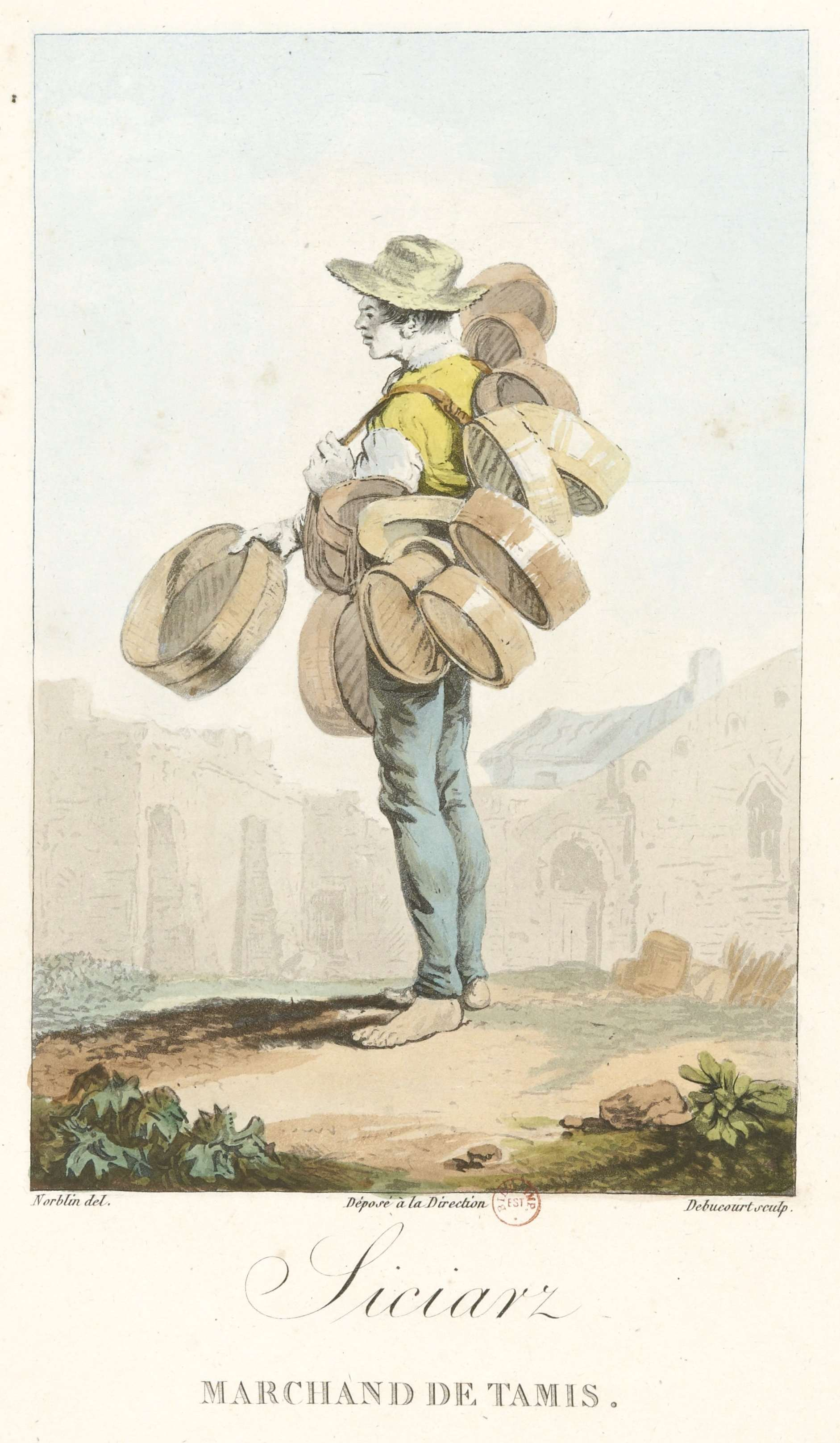
Sitarz sprzedający sita na XVIII-wiecznym rysunku Jana Norblina.
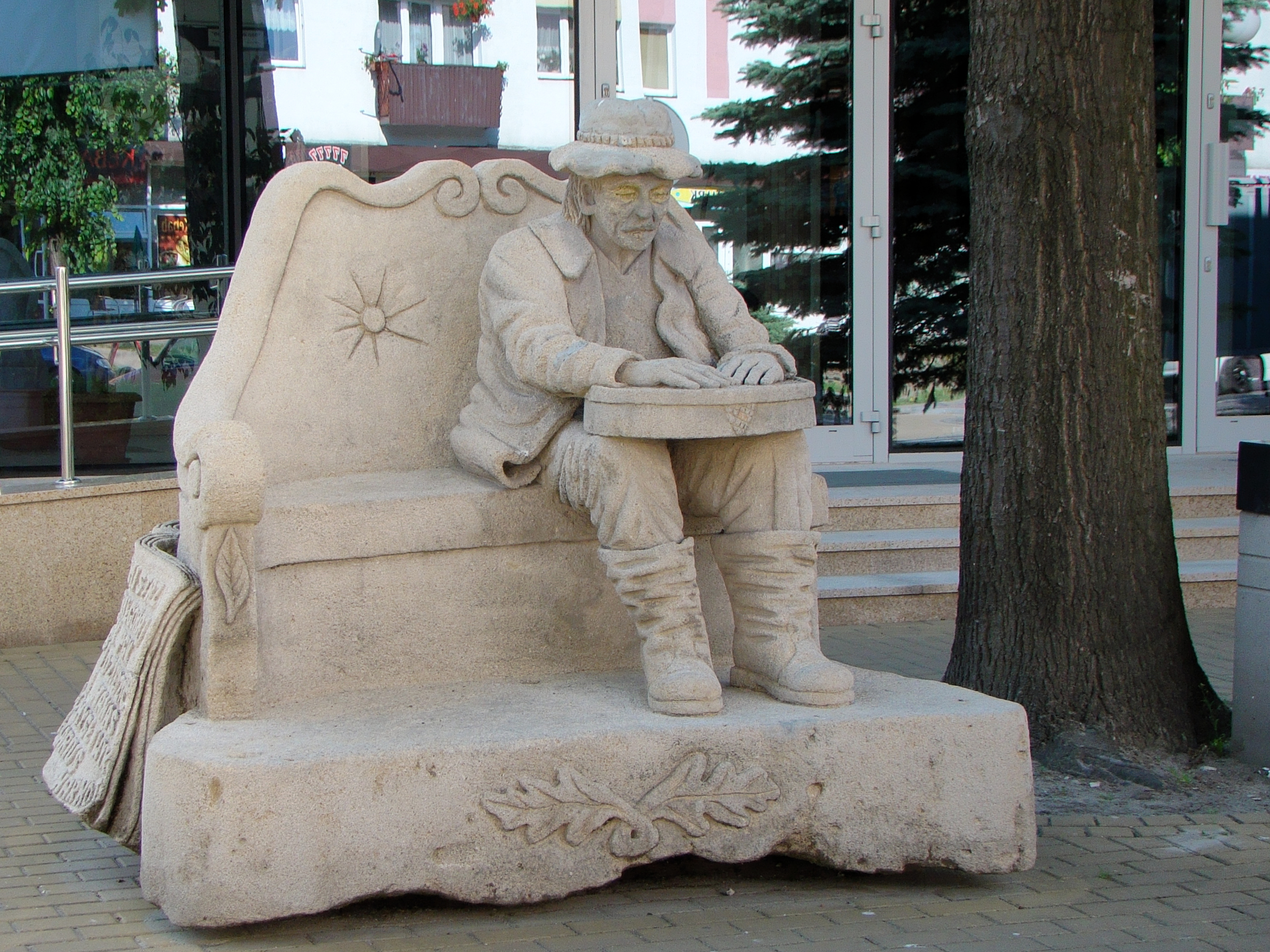
Pomnik w Biłgoraju, nawiązujący do sitarskich tradycji miasta.